# JS Ōnami (DD-111)
JS Ōnami (DD-111) (おおなみ Ooname ) là tàu chiến thứ hai được sản xuất của Tàu khu trục lớp Takanami thuộc Lực lượng Phòng vệ trên biển Nhật Bản (JMSDF).
Ōnami được thực hiện theo Kế hoạch Bảo vệ Trung hạn năm 1996 và được đóng bởi nhà máy đóng tàu Mitsubishi tại Nagasaki. Tàu được đặt lườm vào ngày 17 tháng 5 năm 2000, hạ thủy vào ngày 20 tháng 9 năm 2001. Tàu được đưa vào phục vụ vào ngày 13 tháng 3 năm 2003. and was initially assigned to the JMSDF Escort Flotilla 1 based at Yokosuka.

## Phục vụ
Ngày 13 tháng 3 năm 2003, tàu được đưa vào biên chế của Hải đội hộ vệ số 1 đóng tại Căn cứ hải quân Yokosuka. Tháng 11 năm 2004, các tàu khu trục JS Ōnami, JS Chokai và tàu tiếp liệu JS Hamana đã được JMSDF triển khai đến Ấn Độ Dương để hỗ trợ Iraq tái thiết đất nước. Tàu trở về Nhật Bản tháng 3 năm 2005.

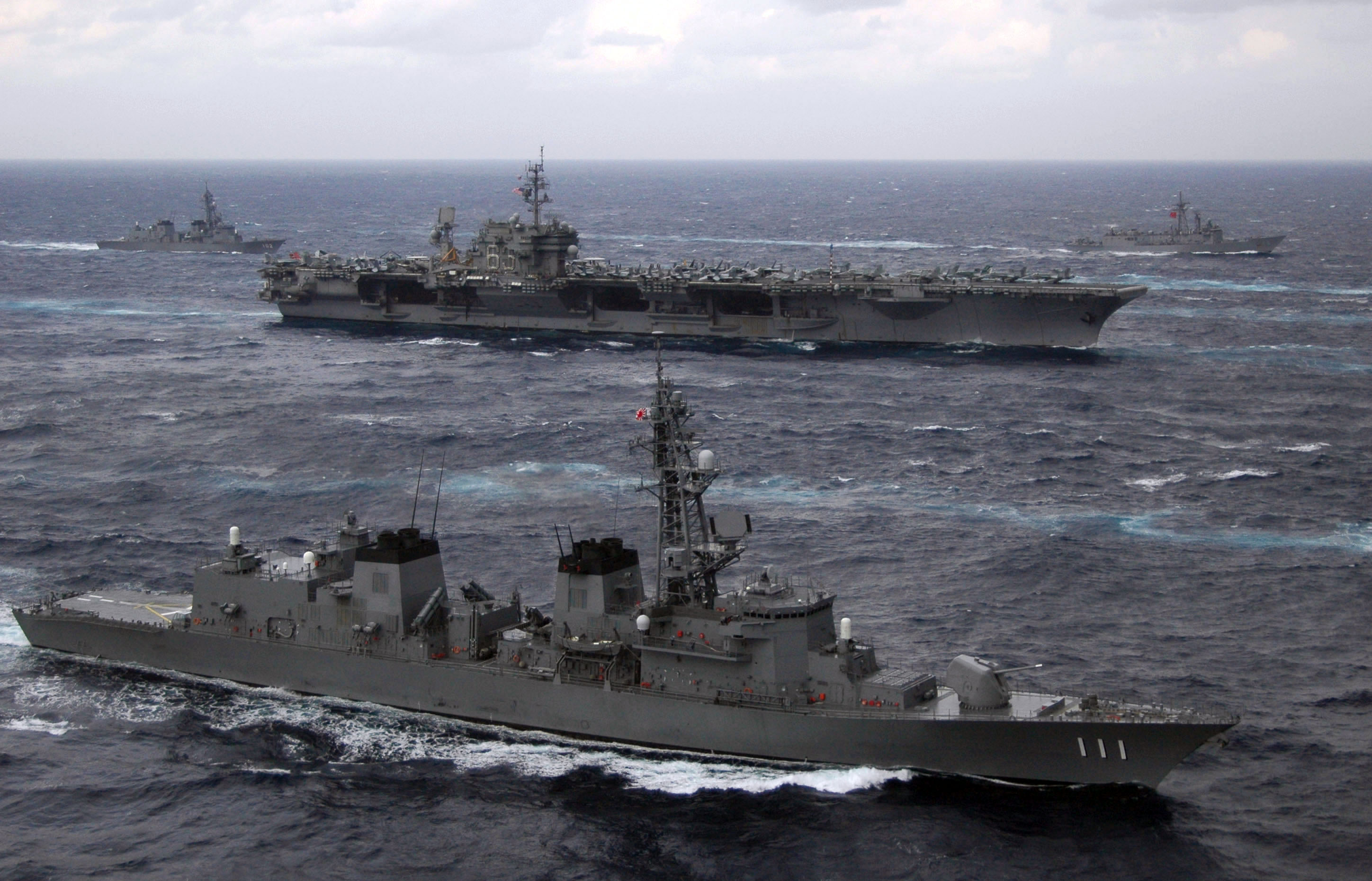
JS Ōnami (DD-111) bên cạnh tàu sân bay USS Kitty Hawk (CV-63) trong cuộc tập trận chung với Hải quân Hoa Kỳ vào năm 2005.

Tháng 9 năm 2007, JS Ōnami tham gia cuộc tập trận Malabar 2007 tại Vịnh Bengal cùng với tàu JS Yudachi. Vào tháng 7 năm 2009, tàu tham gia tập trận cùng một số tàu chiến của Hải quân Hàn Quốc ở Biển Nhật Bản.
Ngày 4 tháng 12 năm 2009, JS Ōnami đã xảy ra va chạm với tàu khu trục JS Sawagiri ngoài khơi bờ biển Kochi.
Vào tháng 1 năm 2010, JS Ōnami và JS Sawagiri đã được cử đến Aden, Yemen để tham gia vào hoạt động hộ tống chống cướp biển ngoài khơi bờ biển Somalia. Tàu đã thực hiện thành công 32 phi vụ, hộ tống 283 tàu vượt biển an toàn. JS Ōnami trở về Nhật Bản vào ngày 2 tháng 7 năm 2010.
JS Ōnami là một trong nhiều tàu chiến của JMSDF được huy động tham gia cứu trợ thiên tai sau khi xảy ra trận động đất và sóng thần Tōhoku năm 2011.
Ngày 11 tháng 10 năm 2011, JS Ōnami cùng với JS Takanami đã được cử đến Aden một lần nữa để tiếp tục hoạt động hộ tống chống hải tặc ngoài khơi Somalia. Tàu trở về Yokosuka vào ngày 12 tháng 3 năm 2012
Ngày 09 tháng 6 năm 2012, JS Ōnami tham dự JIMEX 12, cuộc tập trận hải quân đầu tiên giữa JMSDF và Hải quân Ấn Độ, được tổ chức tại Vịnh Sagami, nhân dịp kỷ niệm 60 năm quan hệ ngoại giao giữa Ấn Độ và Nhật Bản.